# Edelsitz Murau
Der Edelsitz Murau befand sich im heutigen Ortsteil Murau der Gemeinde Utzenaich im Bezirk Ried im Innkreis von Oberösterreich.

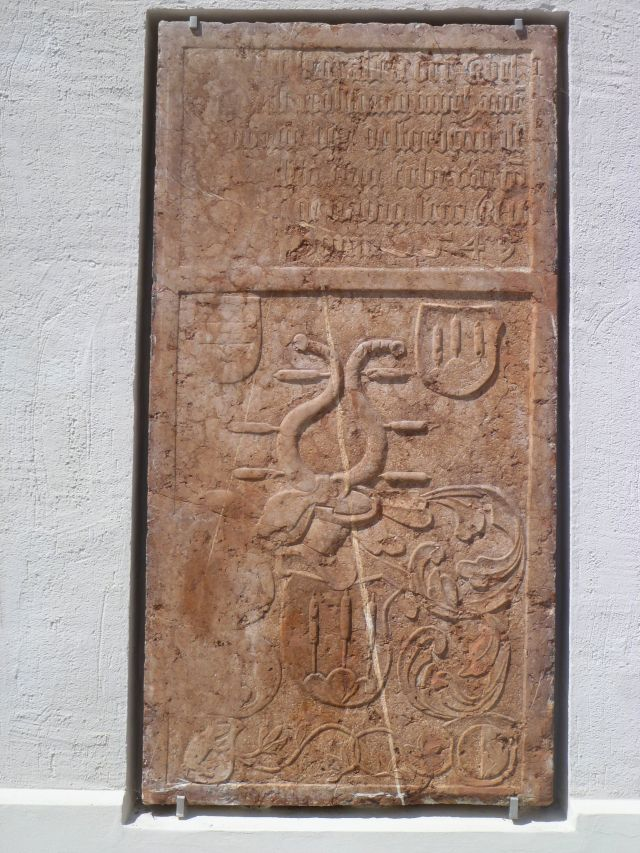
Grabplatte des Wolfgang Murheimer an der Pfarrkirche Utzenaich

## Geschichte
Der hölzerne Edelsitz zu Murau war im Besitz des Geschlechtes der Murauer (Murheimer). Ihren Stammsitz hatten diese in Weilbach (Sedelhof), ein weiterer zugehöriger Meierhof stand in Murham bei Mörschwang. Zeitweilig hatten sie auch den Sitz zu Aurolzmünster inne. Dieser wurde aber 1375 an die Tannberger verkauft. Als erster Murheimer wird Heinrich Murheim (henricus de murheim) in einer Reichersberger Urkunde von 1150 genannt. Weitere Murheimer tauchten in Mattseer Urkunden 1344 (Christian) und 1363 (Chunrad) als Zeugen auf. Die Murheimer waren Ministeriale von Passau. Ein Konrad Murheimer († 1401) war Pfleger auf der Feste Obernberg von Passau. Nachfolger wurde sein Sohn Christian der sich der Murheimer in der Murau nannte († 1450). Dieser war auch Vogt zu Welt (1444) und Vogt zu Seysenburgkch (1446) bei Pettenbach. Als Söhne folgen Ulrich und Sigmund, die mehrmals als Zeugen auf Urkunden genannt werden. 1487 war Murau im Besitz von Wolfgang Murhaimer († um 1500). Ein Mattias Murhamer war 1513 bis 1532 Abt zu Vornbach. 1512 erscheint ein Wolfgang Muerhamer an der Mueraw als Besitzer des Edelsitzes Murau. Dieser war auch Hofrichter zu Reichersberg (1525–1526). An der Außenmauer der Kirche von Utzenaich befindet sich die Grabplatte des Wolfgang Murheimer († 1549). Sein Sohn Wolfgang übernahm mit seiner Frau Magdalena 1549 den Edelsitz in der Murau. Da deren Sohn aber vor den Eltern verstarb, ging der Besitz an einen Hans Murhamer und dessen Gattin Maria Regina. 
Als Hans Murhamer 1588 starb, verkaufte seine Witwe den Edelsitz an den Passauer Rat und Pfleger Graf Veit Tädtenpeck; die  Tattenbachs besaßen u. a. auch Utzenaich und Sankt Martin. Der letzte Murauer, Hans Wolf, war in Wien zu Plumau wohnhaft. Von ihm gingen 1605 auch alle Rechte und Gerechtigkeiten von dem frei eigenen Edelmannsitz zu Murau an Hans Ardolf Tattenbach über. Die Familie der Murauer ist danach nicht mehr nachweisbar. Das Wappen der Murheimer lebt im Wappen der heutigen Gemeinde Andrichsfurt, die zeitweilig unter der Herrschaft der Murauer standen, fort. 

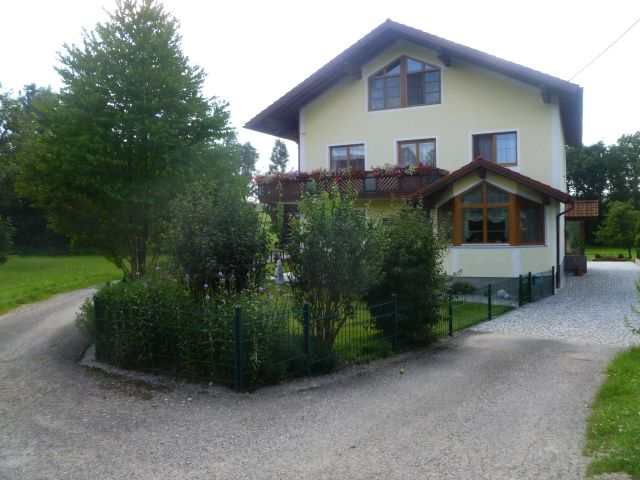
Pflegerhaus von Murau heute

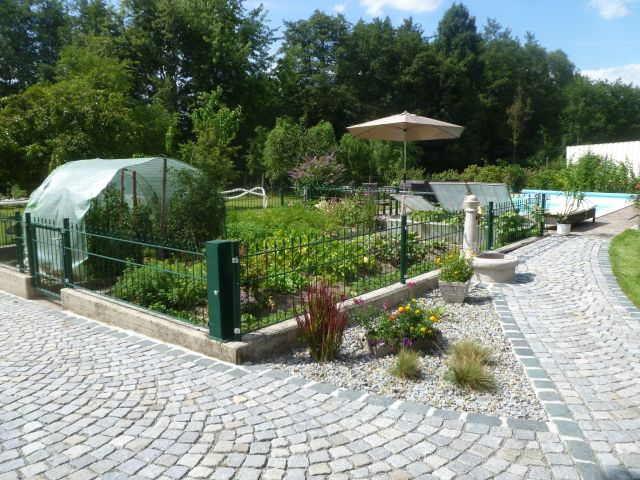
Gartenanlage des Pflegerhauses von Murau

Der Edelsitz selbst war bereits 1588 als baufällig bezeichnet worden. Bewohnt war er damals nicht mehr. Vermutlich ist er im 17. oder im 18. Jahrhundert durch einen Brand beschädigt und dann abgerissen worden. Die alte Hofmark Murau ist seitdem von St. Martin aus verwaltet worden. 

## Edelsitz Murau heute
Der Edelsitz befand sich an der Stelle des Hauses Pfleger zu Murau (heute Murau 1). Früher war eine zeitweise wasserführende Geländevertiefung um das Haus erkennbar. Die ehemals vorhandenen Gräben wurden 1959 durch die Besitzer Karl und Maria Kreuzhuber eingeebnet und das Gelände drainiert. Das alte Pflegerhaus wurde in den siebziger Jahren des vorigen Jahrhunderts durch einen Neubau ersetzt. Mauerreste des Edelsitzes sind durch die Neugestaltung einer gefälligen Gartenanlage zugedeckt.